# Ali ibn Tirad al-Zaynabi
Abu-l-Qàssim Alí ibn Tirad (o Tarrad) ibn Muhàmmad az-Zaynabí Xàraf-ad-Din (1069-1144) fou visir sota els califes abbàssides al-Mústarxid i al-Muqtafí.
El seu pare Tirad (o Tarrad) era d'ascendència abbàssida i aquest origen el va ajudar a ser nomenat el 1061 com a nakib dels xerifs haiximites. El 1098 el pare va morir i Ali va heretar el càrrec i el 1123 hi va ajuntar la nikaba dels alides. Per aquestes tasques va portar el lakab de Nizam al-Hadratayn. El càrrec de visir el va exercir sense portar oficialment el títol; la primera vegada el març/abril de 1129 i fins al 1132 quan el seu rival Anushirwan ibn Khalid el va substituir. El 1135 al-Ràixid va succeir al seu pare al-Mústarxid però abans d'un any fou deposat per una fatwa dels ulemes instigats principalment per al-Zaynabi al seu torn actuant com a agent seljúcida. El sultà Masud II ibn Muhammad va posar al tron abbàssida a al-Muqtafí i al-Zaynabi fou designat visir (1136); però aviat el califa i el visir es van barallar i aquest darrer va demanar protecció al sultà; tot i així fou destituït el 1139/1140. Uns mesos després es va reconciliar amb el califa i va poder tornar a Bagdad on va morir el 8 de març del 1144.